# Alberto Montaño
Alberto Guillermo Montaño (Esmeraldas, 23 maart 1970) is een voormalig profvoetballer uit Ecuador, die gedurende zijn actieve loopbaan speelde als verdediger.

## Clubcarrière
Montaño begon zijn profcarrière bij Barcelona Sporting Club. Daarna speelde hij voor Santiago Wanderers, Barcelona SC, Delfin, Deportivo Cuenca, Espoli, Juventud Antoniana en Club Atlético Atlanta. Montaño won tweemaal de nationale titel in Ecuador, beide keren met Barcelona SC: 1992 en 1997. Hij beëindigde zijn loopbaan in 2007.

## Interlandcarrière
Montaño speelde in 57 interlands voor Ecuador en scoorde drie keer voor zijn vaderland. Onder leiding van de Montenegrijnse bondscoach Dušan Drašković maakte hij zijn debuut op 27 mei 1992 in een vriendschappelijke wedstrijd in Montevideo tegen Costa Rica, dat met 2-1 werd verloren door Ecuador. Montaño speelde in twee opeenvolgende Copa América's voor zijn vaderland: 1997 en 1999.
| Interlanddoelpunten van Alberto Montaño | Interlanddoelpunten van Alberto Montaño | Interlanddoelpunten van Alberto Montaño | Interlanddoelpunten van Alberto Montaño | Interlanddoelpunten van Alberto Montaño | Interlanddoelpunten van Alberto Montaño | Interlanddoelpunten van Alberto Montaño |
| №                                       | Datum                                   | Wedstrijd                               | Goal(s)                                 | Score                                   | Uitslag                                 | Competitie                              |
| --------------------------------------- | --------------------------------------- | --------------------------------------- | --------------------------------------- | --------------------------------------- | --------------------------------------- | --------------------------------------- |
| 1                                       | 2 juni 1996                             | Ecuador – Argentinië                    | 51'                                     | 1 – 0                                   | 2 – 0                                   | WK-kwalificatie                         |
| 2                                       | 2 juni 1999                             | Ecuador – Iran                          | 39'                                     | 1 – 0                                   | 2 – 0                                   | Canada Cup                              |
| 3                                       | 15 juni 1999                            | Venezuela – Ecuador                     | 15' (pen.)                              | 0 – 1                                   | 3 – 2                                   | Oefeninterland                          |

## Erelijst
Barcelona SC
- Campeonato Ecuatoriano

1995, 1997